# Chorinaeus orbitalis
Chorinaeus orbitalis är en stekelart som beskrevs av Kusigemati 1971. Chorinaeus orbitalis ingår i släktet Chorinaeus och familjen brokparasitsteklar. Inga underarter finns listade i Catalogue of Life.